# Bematistes machoni
Bematistes machoni är en fjärilsart som beskrevs av Charles Oberthür 1893. Bematistes machoni ingår i släktet Bematistes och familjen praktfjärilar. Inga underarter finns listade i Catalogue of Life.